# Spijkenisse in de Tweede Wereldoorlog
Spijkenisse in de Tweede Wereldoorlog geeft een overzicht van de gebeurtenissen en het leven in Spijkenisse tijdens de Tweede Wereldoorlog, de aanloop er naar toe en de afsluiting ervan.

## Situatie in 1939

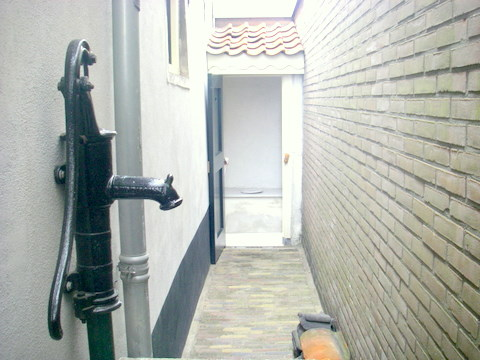
Waterpomp en buitenplee in Spijkenisse

Spijkenisse ligt aan de Oude Maas, vlak bij de Spijkenisserbrug. Vóór de oorlog was het een boerendorp met ongeveer 2500 inwoners die woonden in zo'n 550 huizen en boerderijen, van wisselende kwaliteit, sommige waren ronduit krotten. De voornaamste middelen van bestaan waren veeteelt, akkerbouw, rietsnijderij, en er waren enkele fabrieken in Spijkenisse; anderen werkten in de industrieën in Pernis en fietsten daar dagelijks via de Spijkenisserbrug naar toe.

Er was al wel elektriciteit en telefonie, maar geen waterleiding, en de riolering stelde niet veel voor. Water haalde men uit een regenbak of regenton met een daaraan verbonden pomp in de keuken en anders uit de haven of de Boezem. Er waren dus geen wc's (waterclosets), maar men had een plee of gemak. Velen hadden een moestuin en een kelder om aardappelen, appels en zelf ingemaakte groenten te bewaren. Er was één huisarts, dokter J.T. Rademacher.

## Aanloop

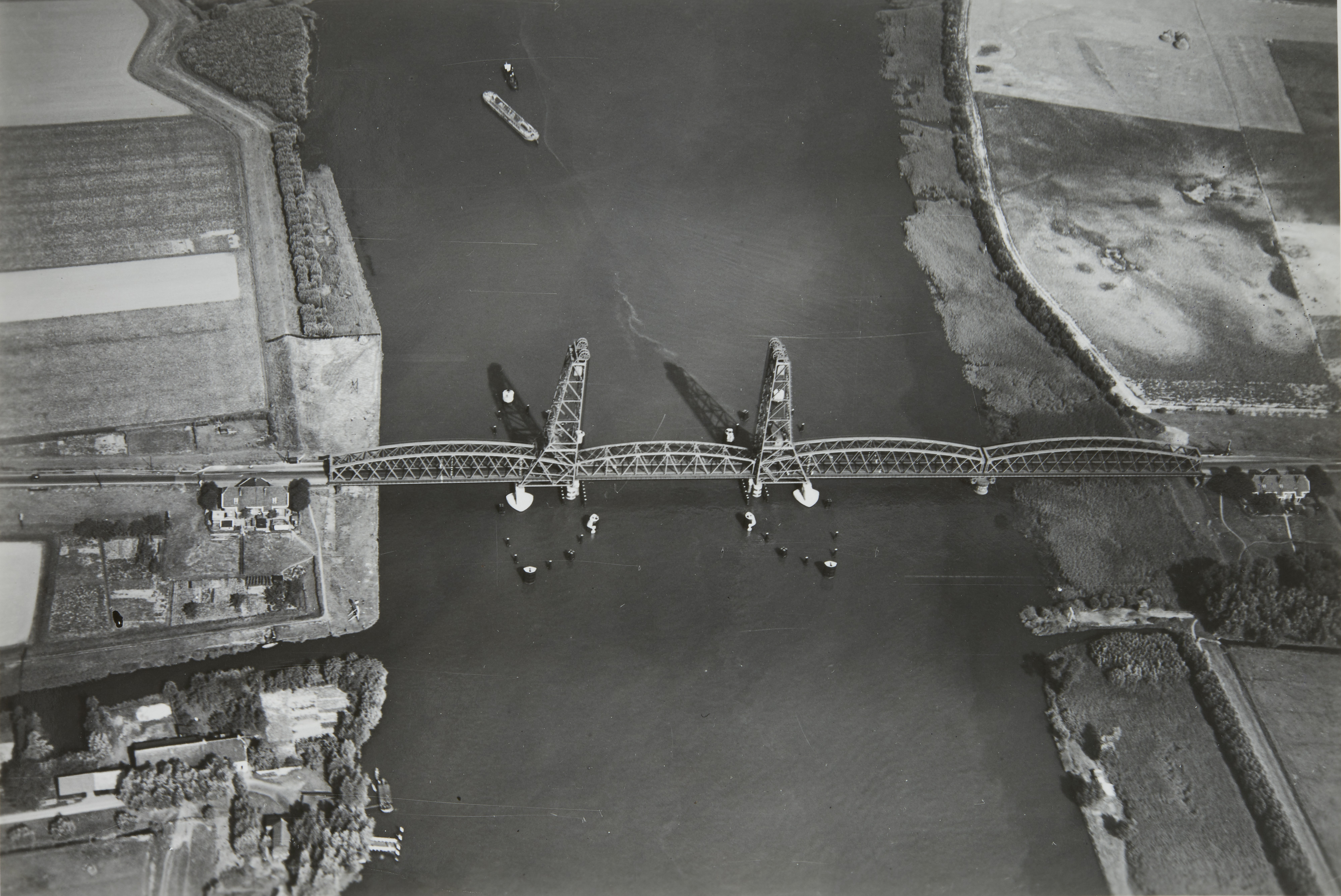
Spijkenisserbrug met links Spijkenisse en rechts Hoogvliet

De aanloop naar de Tweede Wereldoorlog begon in Spijkenisse met de Mobilisatie van eind augustus 1939. Mannen uit Spijkenisse die eerder hun militaire dienstplicht hadden vervuld, werden opgeroepen en elders in het land gestationeerd, paarden werden gevorderd, enkele tientallen soldaten kwamen naar Spijkenisse om de directe omgeving te bewaken. Zij bedienden 's-nachts vier zoeklichten langs de Hartelse Dijk en op het eiland de Welplaat, ten noorden van Spijkenisse.

Op zondag 14 april 1940 vond er boven Spijkenisse een luchtgevecht plaats tussen een Nederlands en een Duits militair vliegtuig. De Nederlandse piloot maakte een geslaagde noodlanding in een weiland in het noorden van Spijkenisse (waar nu de oprit naar de Hartelbrug is). Die middag was het gehavende toestel een bezienswaardigheid.

## De eerste oorlogsdagen

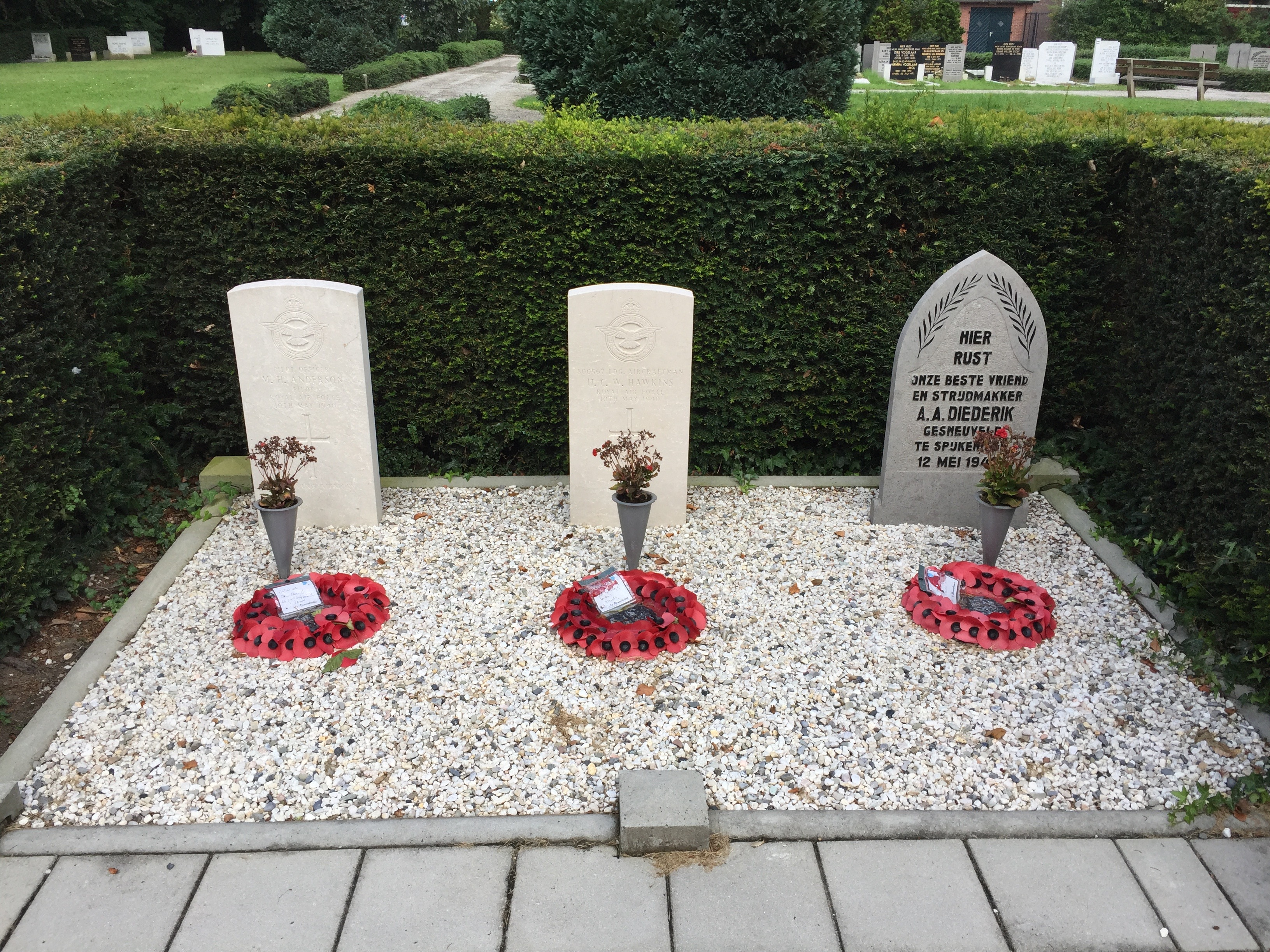
Graven van twee omgekomen Engelse vliegeniers en sergeant Arie Diederik, begraafplaats Spijkenisse

In de vroege ochtend van vrijdag 10 mei werd Spijkenisse luidruchtig gewekt door laag overkomende Duitse oorlogsvliegtuigen. Via de radio hoorde men dat de oorlog was uitgebroken. De Spijkenisserbrug ging en bleef omhoog, waardoor Voorne-Putten werd afgesneden van de buitenwereld. Soldaten kwamen vragen of er een verrekijker in huis was. Ze hadden die nodig om de brug in de gaten te houden van achter de dijken en kaden. Aan de overkant lagen Duitse soldaten achter soortgelijke kaden. De twee lagere scholen waren gesloten, de bevolking moest binnen blijven.

Aan de Hoogvlietse kant stortte een brandend vliegtuig van de Engelse luchtmacht neer, na een poging de Duitse troepen op het vliegveld Waalhaven aan te vallen. Na terugkomst van gevechten in Hoogvliet vertelden in Spijkenisse gelegerde soldaten, dat er bij het vliegtuigwrak twee verbrande Engelse vliegers lagen. Toen zaterdagmiddag 11 mei de Duitsers Hoogvliet verlieten, werd in Spijkenisse besloten in snel tempo deze Engelse vliegerslichamen weg te halen. Een klein gezelschap reed over de nu omlaag gebrachte brug. De vliegers werden gekist en de brug ging achter hen weer omhoog. Direct daarna werden de kisten ter aarde besteld op de Spijkenisser begraafplaats aan de Vredehofstraat. In 1980 werden ze geïdentificeerd en in 1981 kregen ze elk een grafsteen.

Er kwamen meer troepen om tegenwicht tegen de Duitse aanvallen te bieden. De kapitein ervan koos de molen als commando- en uitkijkpost, huisvrouwen uit de omgeving zorgden voor belegd brood voor de nieuwe soldaten. De brugwachtersgezinnen werden naar het dorp overgebracht.

Op de morgen van 1e Pinksterdag (12 mei) braken er opnieuw gevechten uit aan weerszijden van de Oude Maas, tussen Duitse soldaten aan de Hoogvlietse kant en Nederlandse soldaten bij het voormalige Veer en achter de Nieuw-Hongerlandse dijk. De met riet gedekte boerderij van Dekker bij 't Veer en enkele huisjes vlogen in brand. Er sneuvelden twee Nederlandse soldaten. De 20-jarige soldaat A.G. Romeijn had zich te ver buiten de dekking opgericht en werd getroffen door een uiteenspattende granaat. Hij werd zwaar gewond per ziekenauto naar het tijdelijke legerhospitaal in Hellevoetsluis vervoerd. Daar overleed hij de volgende dag. Sergeant Arie Diederik raakte door een mortiergranaat zo zwaar gewond dat hij ter plaatse stierf. Hij werd naast de twee Engelse vliegers begraven.

Vanaf die middag durfden boeren hun vee in de buitenpolders niet meer te gaan melken. In het dorp maakten op maandag 13 mei groepjes buren provisorische schuilkelders en beplakten winkeliers hun etalageramen met stroken papier tegen rondvliegende glasscherven.

Dinsdag 14 mei zag men enorme rookwolken van het gebombardeerde en brandende Rotterdam. Daarna werd bekend dat Nederland zou capituleren. Veel Nederlandse soldaten trokken via het Hekelingse veer uit de Hoeksche Waard naar Voorne-Putten, waar ze tijdelijk werden ondergebracht in scholen en boerderijen. Kort daarna trokken Duitse soldaten het dorp in en werden de Nederlandse militairen ontwapend. Verzamelpunten voor hun helmen, geweren en munitie waren het erf van de Hoogwerfboerderij en tegenover het gemeentehuis ('t Oude Raadhuys) aan het Noordeinde. Ook honderden soldaten uit andere plaatsen kwamen daarvoor naar Spijkenisse. Daarna ging het gewone leven verder, maar met steeds meer beperkingen.

## Duitse verdedigingswerken en andere ingrepen
De Spijkenisserbrug en de Groene Kruisweg waren belangrijk verdedigingsobjecten voor de Duitsers. Zij vormden samen dè verbindingsweg tussen heel Voorne-Putten en het vasteland. Bij een eventuele aanval op Voorne-Putten zouden de Geallieerden dit als doorgangsweg naar de rest van Nederland willen gebruiken. De Duitsers wilden die dus bij zo'n aanval in handen houden. Daarvoor namen zij in de loop der jaren vele maatregelen. Duitse soldaten bewaakten de Spijkenisserbrug permanent. Ze installeerden in de omgeving van Spijkenisse luchtafweerkanonnen, die vooral 's nachts bulderden, bouwden vooral in de polders Oostbroek en Hongerland enkele tientallen bunkers (als laatste werd die bij de Groenewoudlaan en Lange Schenkeldijk in 1984 gesloopt), zandzakkenstellingen en een loods voor hun voertuigen, groeven anti-tankgrachten (waarvoor onder andere een huizenblok aan de Laning moest worden afgebroken), eenmansputjes en mitrailleurnesten, en legden Rommel-asperges aan (onder andere aan het Noordeinde, de Groene Kruisweg en de Molendijk). De bevolking mocht uiteraard deze verdedigingslinie niet betreden. De linie werd met prikkeldraad-versperringen afgeschermd. 

Andere maatregelen die de Duitsers namen, betroffen inkwartieringen van Duitse soldaten, vorderingen van huizen, boerderijen, scholen (de Dorpskerk en een schuur buiten het dorp dienden als uitwijkplaats) en de kerkklokken; er kwamen vele verboden en geboden, plicht tot verduistering, vergunningen en bedreigingen. In 1944 moesten burgers alle bomen afzagen, de stammen als palen ingraven in de droge weilanden en die onderling verbinden met ijzerdraad om mogelijke luchtlandingen van de Geallieerden te bemoeilijken.

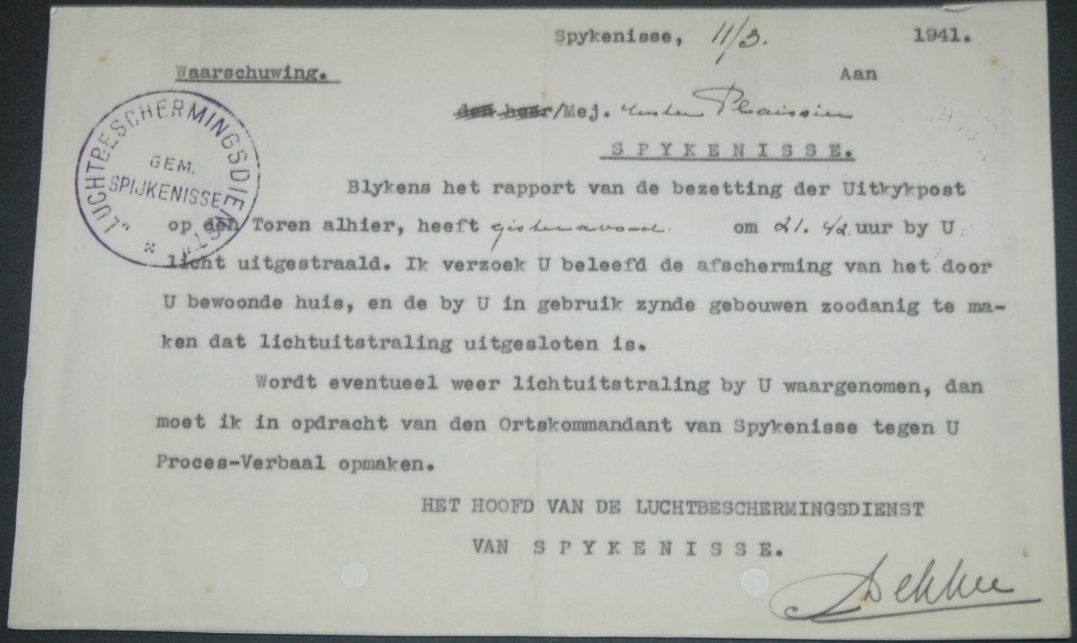
Waarschuwing aan zuster Plaisier over verduistering 1941
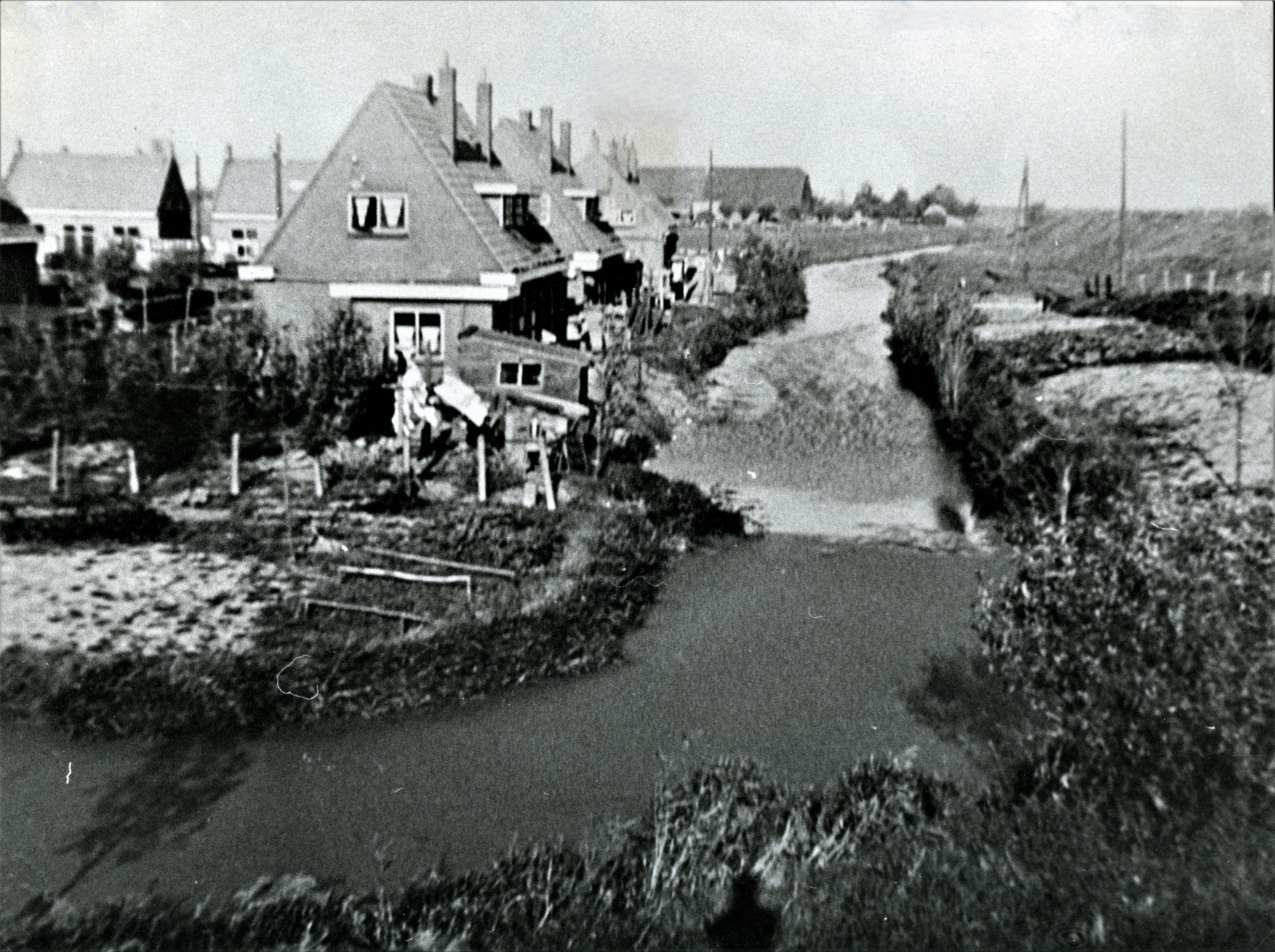
Tankval bij de Kuiperslaan (foto 1955)
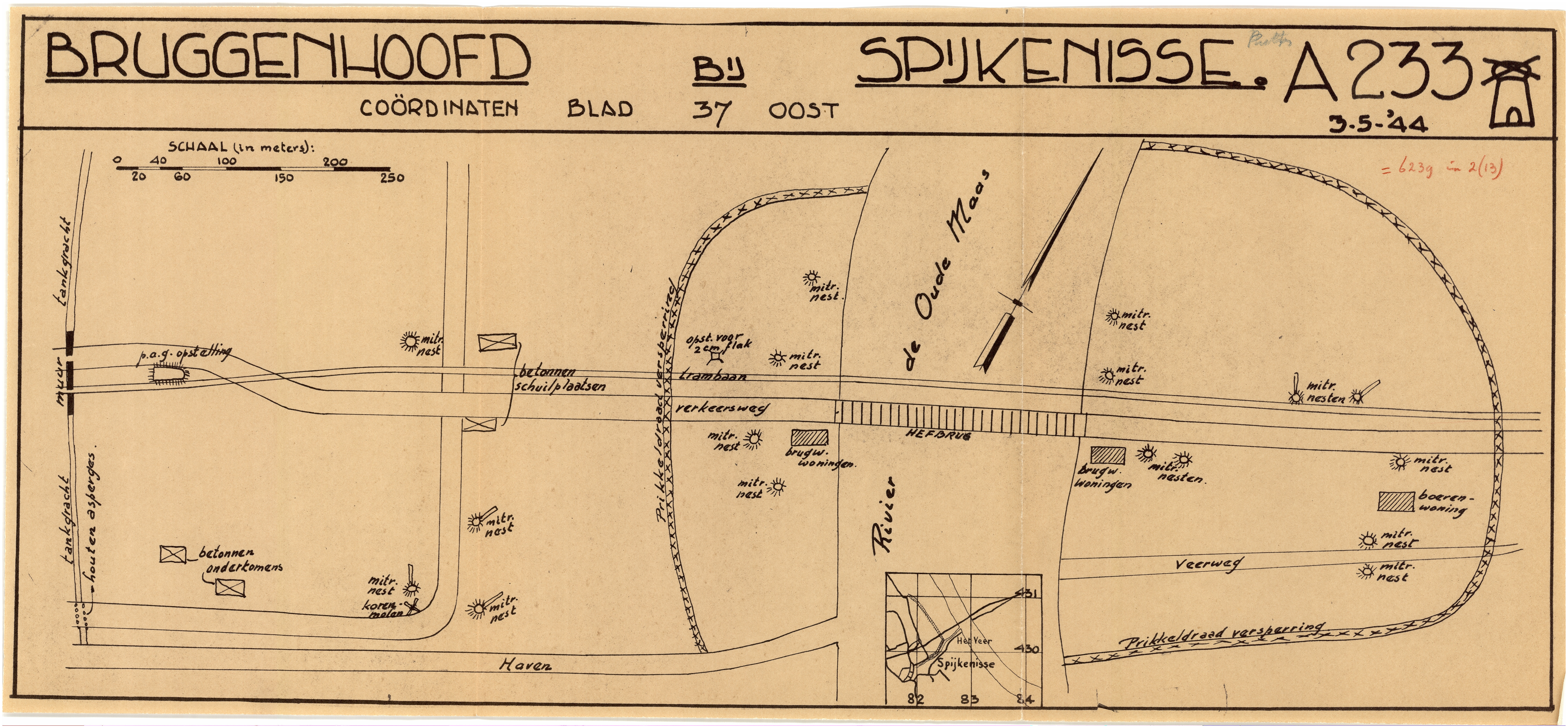
Kaart Bruggenhoofd bij Spijkenisse met verdedigingswerken (clandestien gemaakt door Verzet) 3-5-1944

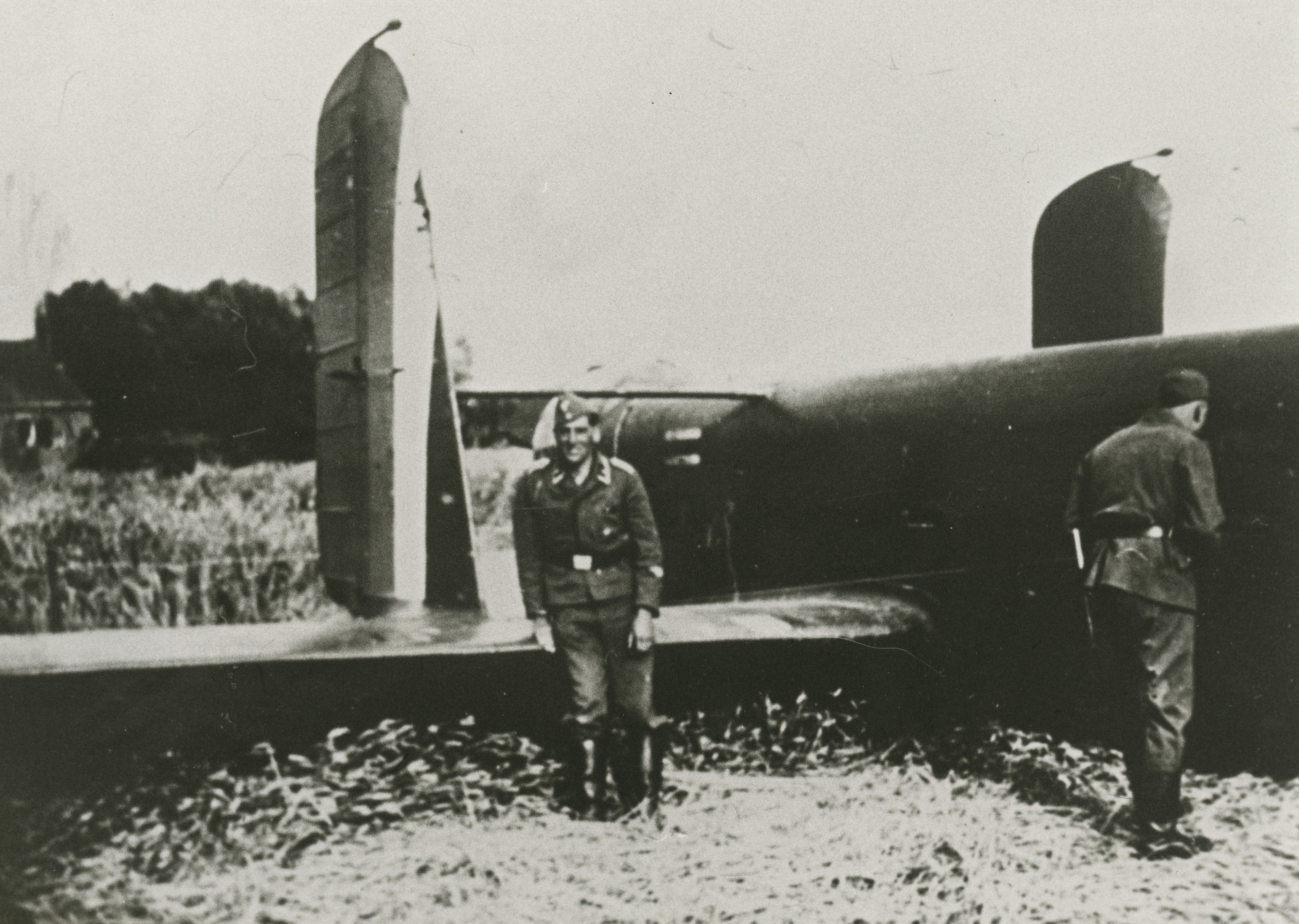
Duitse militairen bij gecrashed Engels vliegtuig, inzittenden werden krijgsgevangen gemaakt, 27-7-1940

## Geallieerde bommen
Engelse bommenwerpers voerden nog steeds vluchten uit, met als doelen de Pernisser olie-installaties en de Duitse stellingen, versperringen, gebouwen en militaire transporten. Maar daarbij werden ook vele boerderijen en andere huizen in en rond Spijkenisse getroffen. De Duitsers maakten de nog levende inzittenden van gestrande Engelse vliegtuigen tot krijgsgevangenen, hieraan wist slechts een enkeling te ontsnappen. 

Op 4 maart 1943 loosde een Amerikaanse bommenwerper uit paniek zijn bommen op Brielle; onder de slachtoffers waren twee 13-jarige jongens uit Spijkenisse die er op de ambachtsschool zaten.

## Slachtoffers en verzet

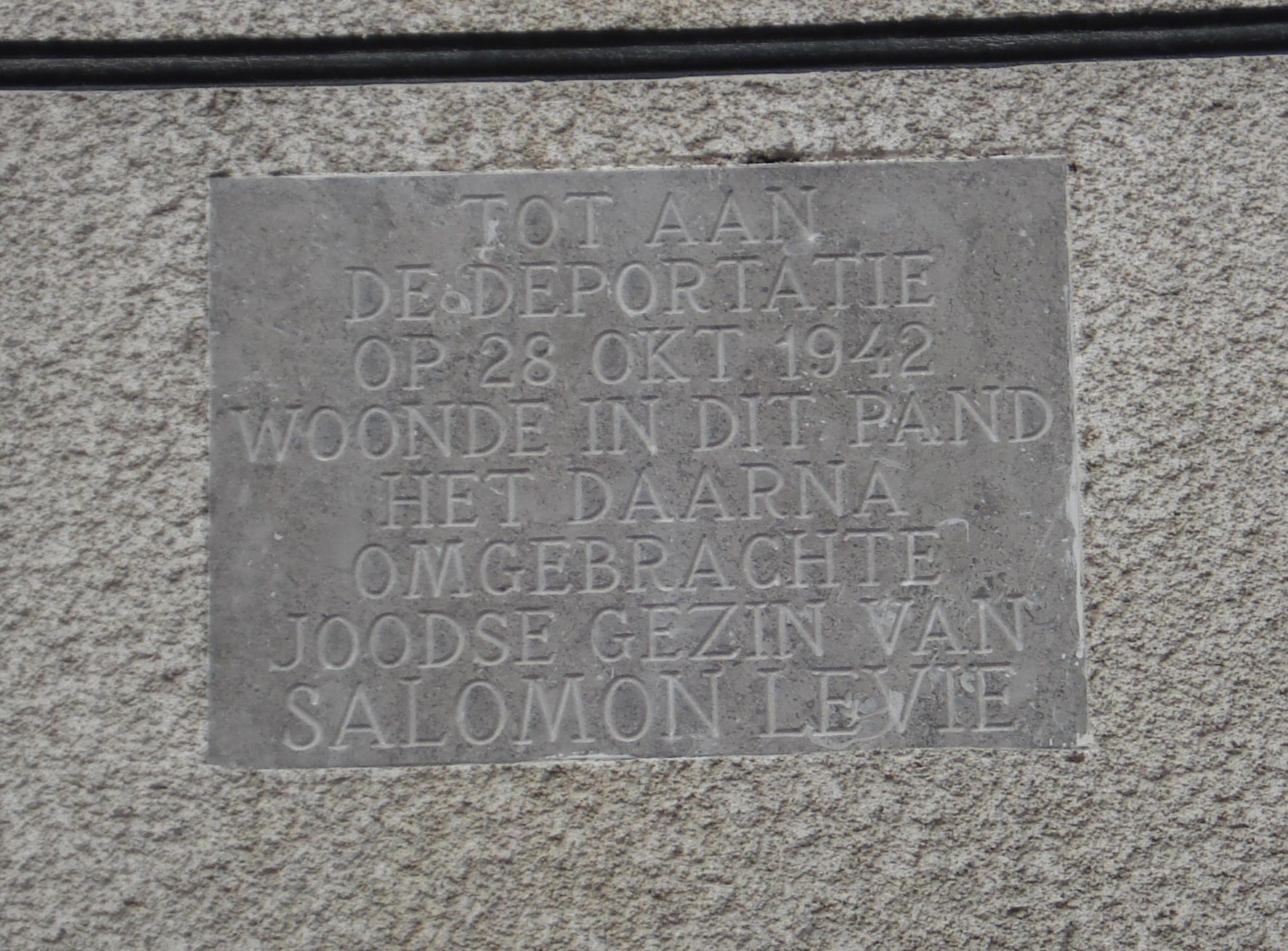
Plaquette voor familie Levie

Vanaf 1942 werden vele mannen gedwongen te werk gesteld in Duitsland, ook uit Spijkenisse. Verschillende van hen kwamen nooit meer terug (zie Overzicht slachtoffers voor alle slachtoffers in en uit Spijkenisse). Het enige joodse gezin in Spijkenisse, de slagersfamilie Levie, werd in oktober 1942 overgebracht naar concentratiekampen, waar zij vermoord werden. 

Mirjam Cohen uit Amsterdam overleefde de oorlog wel, dankzij haar onderduikgezin in Spijkenisse. Ze ging er naar school als Marietje Barends. Ook vele andere onderduikers hebben de oorlogsjaren overleefd dankzij de inzet van mensen van het plaatselijke distributiekantoor. Zij zorgden telkens voor zo'n 250 levensmiddelenbonkaarten voor onderduikers in Spijkenisse en wijde omgeving. Verder verzamelden deze verzetsmensen allerlei gegevens over verdedigingswerken en troepenverplaatsingen op Voorne-Putten en smokkelden die via de door de Duitsers bewaakte brug naar Poortugaal en Rhoon, van waar ze verstuurd werden naar Engeland.

Op zaterdagmiddag 19 februari 1944 wilde het verzet het Spijkenisser distributiekantoor "kraken". Maar dat mislukte omdat NSB-opperwachtmeester Jan Jeremias Kreeft weigerde de sleutel van dat kantoor af te geven. Hij werd daarna in zijn woning doodgeschoten door het verzet. Als straf mochten de Spijkenissers vanaf die avond na 8 uur niet meer buiten komen. En nog diezelfde nacht lichtten de Duitsers tien mannen van hun bed en voerden hen als gijzelaars weg, eerst naar de gevangenis in Rotterdam en op 8 maart 1944 naar het beruchte kamp Vught. Een van hen, winkelier Cees Mol, overleed er op 12 maart 1944, de anderen keerden in september 1944 terug.

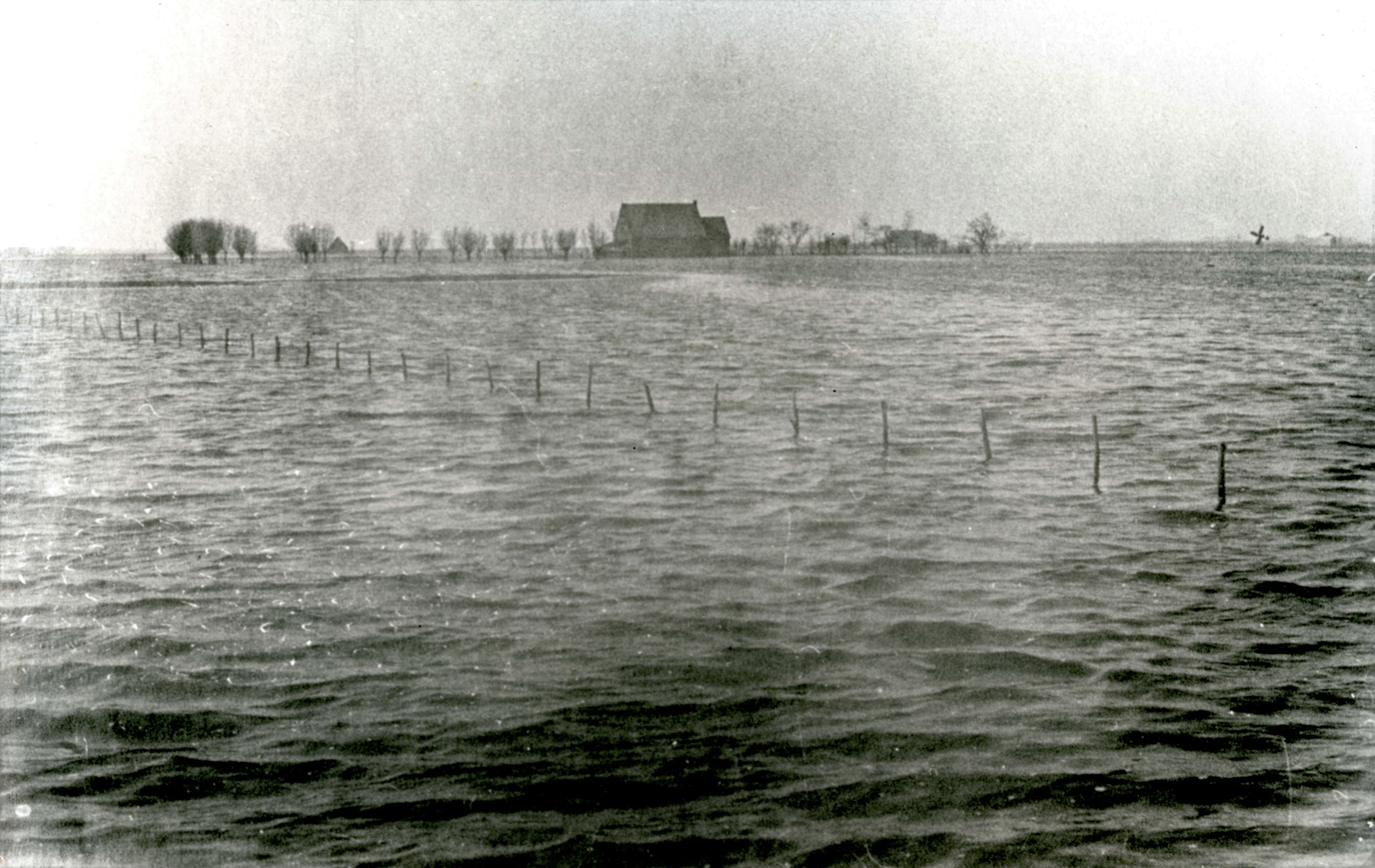
Inundatie polder Braband 1944

## Inundatie
In februari 1944 zetten de Duitsers 3/5 van Voorne-Putten onder water om een invasie van de Geallieerden te bemoeilijken. Inwoners van Hekelingen moesten worden geëvacueerd naar Spijkenisse en de Welplaat, ook het vee moest naar andere plekken worden gebracht. Alleen de dorpskern van Spijkenisse bleef gespaard door een nooddijk die bewoners in februari 1944 in allerijl hadden opgeworpen. Sommige evacué's konden eind 1944 terug naar huis, vele anderen pas nadat het water in de zomer van 1945 was weggemalen.

## Strenger regime

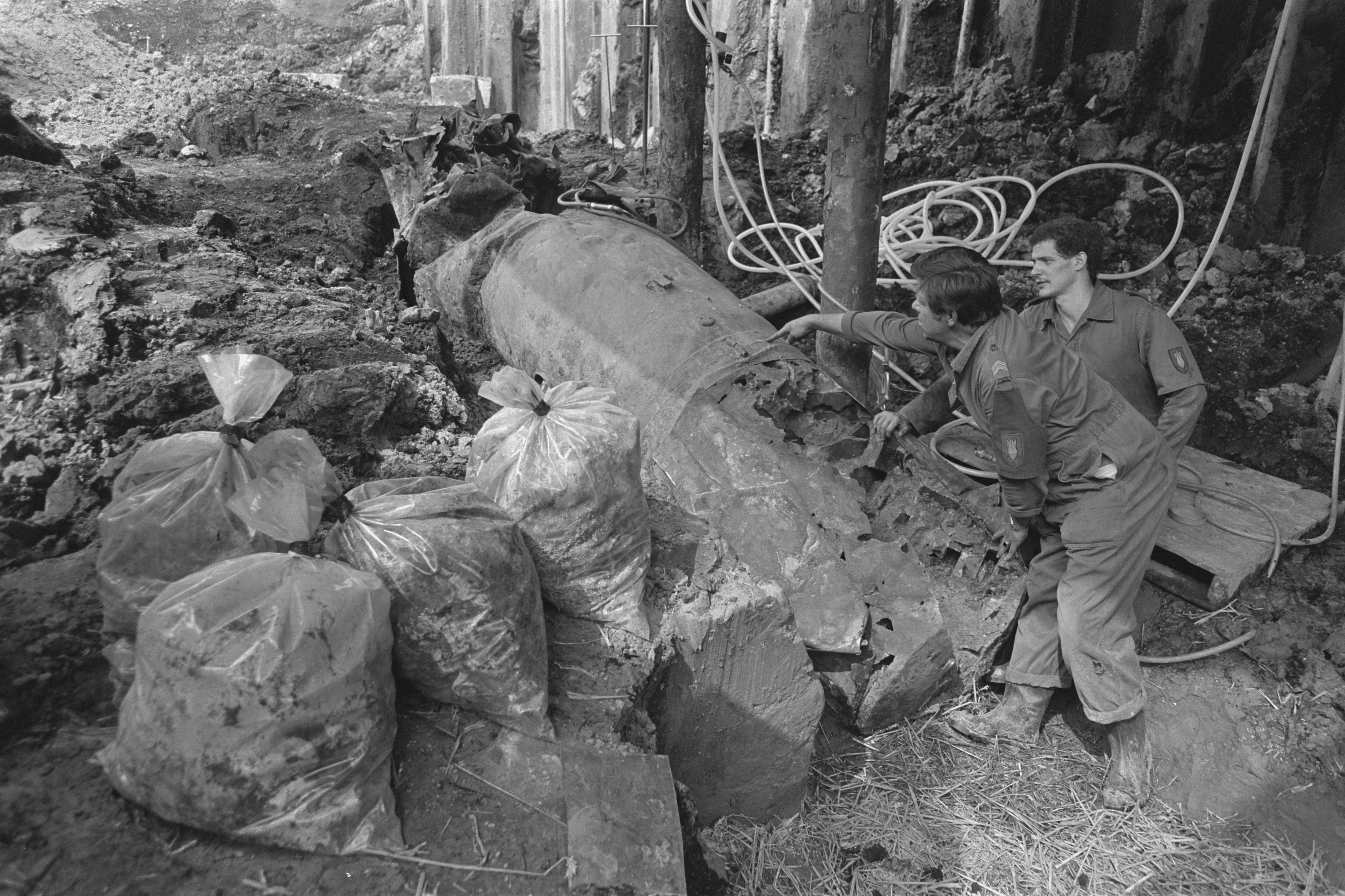
V-1 onschadelijk gemaakt door EOD, 20-6-1984

Na Dolle Dinsdag werd het Duitse regime strenger. In Spijkenisse werd weer een avondklok ingesteld, de tram reed niet meer, voor het passeren van de Spijkenisserbrug werden nauwelijks nog vergunningen verleend. Voorne-Putten was geheel "Sperrgebiet" en de bewoners zaten opgesloten, ze konden dus ook niet meer naar het werk in Pernis en naar school in Rotterdam. Post moest via Den Briel, over Rozenburg, naar Maassluis, Vlaardingen, Schiedam, Rotterdam, enz.; omgekeerd deed post naar Spijkenisse er zelfs vanuit Zuid-Holland ± 3 weken over. De bezetters eisten een burgerbewakingsdienst tegen saboteurs: geen spijkertje op de weg en nachtbewaking bij de bunkers. En er kwam een vlaggendienst, waarbij burgers wacht liepen en chauffeurs moesten waarschuwen tegen naderende vliegtuigen. De steenkolenvoorraad bij het watergemaal "De Leeuw van Putten" moest worden bewaakt vanwege de grote schaarste aan brandstof. 

Eind november 1944 werden nieuwe Duitse troepen in het toch al zo volle dorp ingekwartierd. Zij hielden in de droge gebieden uitgebreide schietoefeningen. De burgers die deze nieuwe soldaten inkwartiering verleenden, moesten prompt hun dekens, kleren, meubelen en vloerkleden laten ontluizen.

Vanaf de lanceerinrichting in Pernis vuurden de Duitsers elke nacht gierende V-1's af op Antwerpen. Een aantal viel echter op Spijkenisser grondgebied. De meeste daarvan ontploften en richtten schade aan, maar andere ontploften niet. De meeste niet-ontploften werden nog in de oorlog opgeruimd, maar vier ervan pas tussen 1980 en 1984.

## Hongerwinter
Al in de maanden vóór de Hongerwinter probeerden Rotterdammers met de stoomtram naar Voorne-Putten te gaan om daar voedsel te krijgen. Op het tramstation van Spijkenisse ontstonden soms vechtpartijen tussen vrouwen met zakken aardappelen en controleambtenaren, die het voedsel trachtten af te nemen. Voor de brug, die in de herfst van 1944 werd afgesloten, stonden later vaak rijen mensen, die probeerden de Duitse wachtposten om te kopen, om doorgelaten te worden.

In tegenstelling tot de grote steden stierf tijdens de Hongerwinter in Spijkenisse niemand de hongerdood. Wel was er veel improvisatievermogen nodig om de huizen warm te houden en aan eten te komen. Dat is gelukt mede dankzij een gaarkeuken (met medewerking van landbouwers uit de omgeving), clandestiene slachtingen, gesmokkelde melk, eieren, graan en peulvruchten, strooptochten over het bevroren inundatie-water naar meerkoeten en ander waterwild, en op de Welplaat naar klein wild.

Op 19 februari 1945 was ook de kolenvoorraad bij het stoomgemaal op. Enkele Spijkenissers zagen op listige wijze kans om per boot in Slikkerveer een elektromotor te halen en het G.E.B. zou clandestien stroom leveren, alles om het gemaal weer draaiend te krijgen. Dit beviel zo goed, dat alle stoomgemalen op Voorne-Putten vanaf 1946 overgingen op elektriciteit.

## Tyfusepidemie

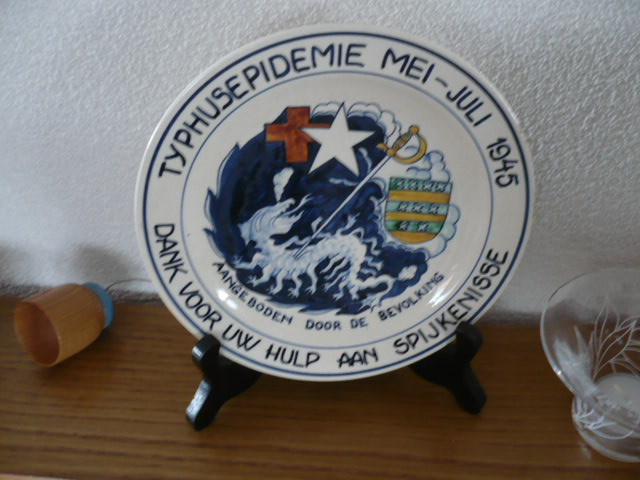
Bordje typhusepidemie Spijkenisse 1945, uitgereikt aan de betrokken dokters en verpleegsters

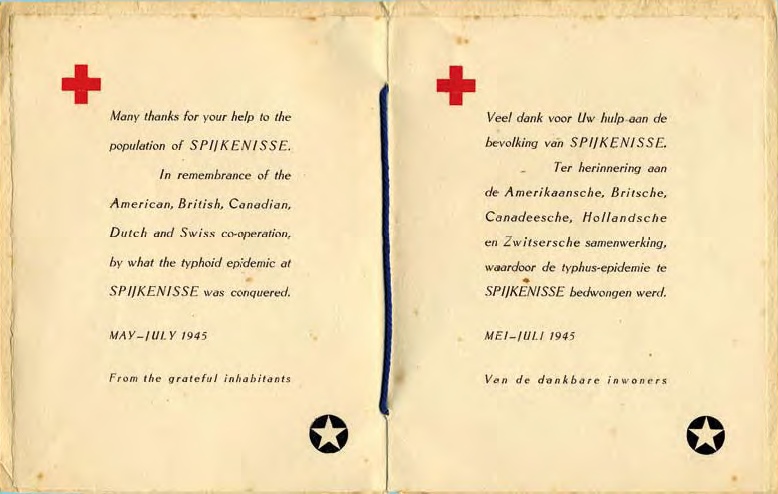
Herinneringsboekje typhus-epidemie

Spijkenisse kreeg aan het einde van de oorlog te maken met een epidemie. In februari 1945 herkende huisarts Rademacher bij een patiënt de ziekteverschijnselen van tyfus. Spoedig bleken er veel meer mensen aan de besmettelijke ziekte te lijden. De door de oorlogsomstandigheden verzwakte bevolking werd op 3 mei massaal tegen de ziekte ingeënt. Het ontbreken van waterleiding en goede riolering in het dorp leidde tot een snelle verspreiding, het oppervlaktewater bleek met de ziekmakende tyfusbacteriën besmet. Direct werden alle 82 riolen naar haven en Spui afgesloten. De vele patiënten werden vervoerd naar de quarantaineafdeling van het Zuiderziekenhuis te Rotterdam en het Quarantainestation Heijplaat.
Op 7 mei namen de Binnenlandse Strijdkrachten het gezag over van de Duitsers. Om uitbreiding van de epidemie te voorkomen werden alle toegangswegen tot het dorp afgesloten. Geallieerd medisch legerpersoneel zorgde voor een noodwatervoorziening met zuiveringstabletten. Alle beerputten werden geleegd en ontsmet. Vanaf 16 mei bracht de RTM-tram dagelijks twee wagons schoon drinkwater naar het dorp. Alle uitvoer van levensmiddelen werd verboden, de melk van boerderijen in Spijkenisse werd onder toezicht gepasteuriseerd. In totaal raakten bijna 200 mensen besmet, negentien daarvan zijn overleden.
Na de bevrijding werd haast gemaakt met de aanleg van een drinkwaterpijpleiding naar Spijkenisse. Er heerste materiaalschaarste, maar in de tweede helft van 1945 kon Rotterdam, dat het drinkwater zou gaan leveren, beginnen met de aanleg van een pijpleiding naar Spijkenisse. Deze werd onder de Oude Maas door aangelegd. Op drie januari 1946 werd de waterleiding naar Spijkenisse officieel in gebruik genomen; het aansluiten van woonhuizen en bedrijven kon beginnen.

## Bevrijdingsfeest
Begin juli hadden alle Spijkenissers drie inentingen ontvangen en mochten ze eindelijk het dorp weer vrij in en uit. Het verlate Bevrijdingsfeest was op zaterdagmiddag 7 juli 1945, de opbrengst ervan (ƒ 18.000,=) was ten bate van het Rode Kruis.

## Slachtoffers uit en in Spijkenisse 1940-1945

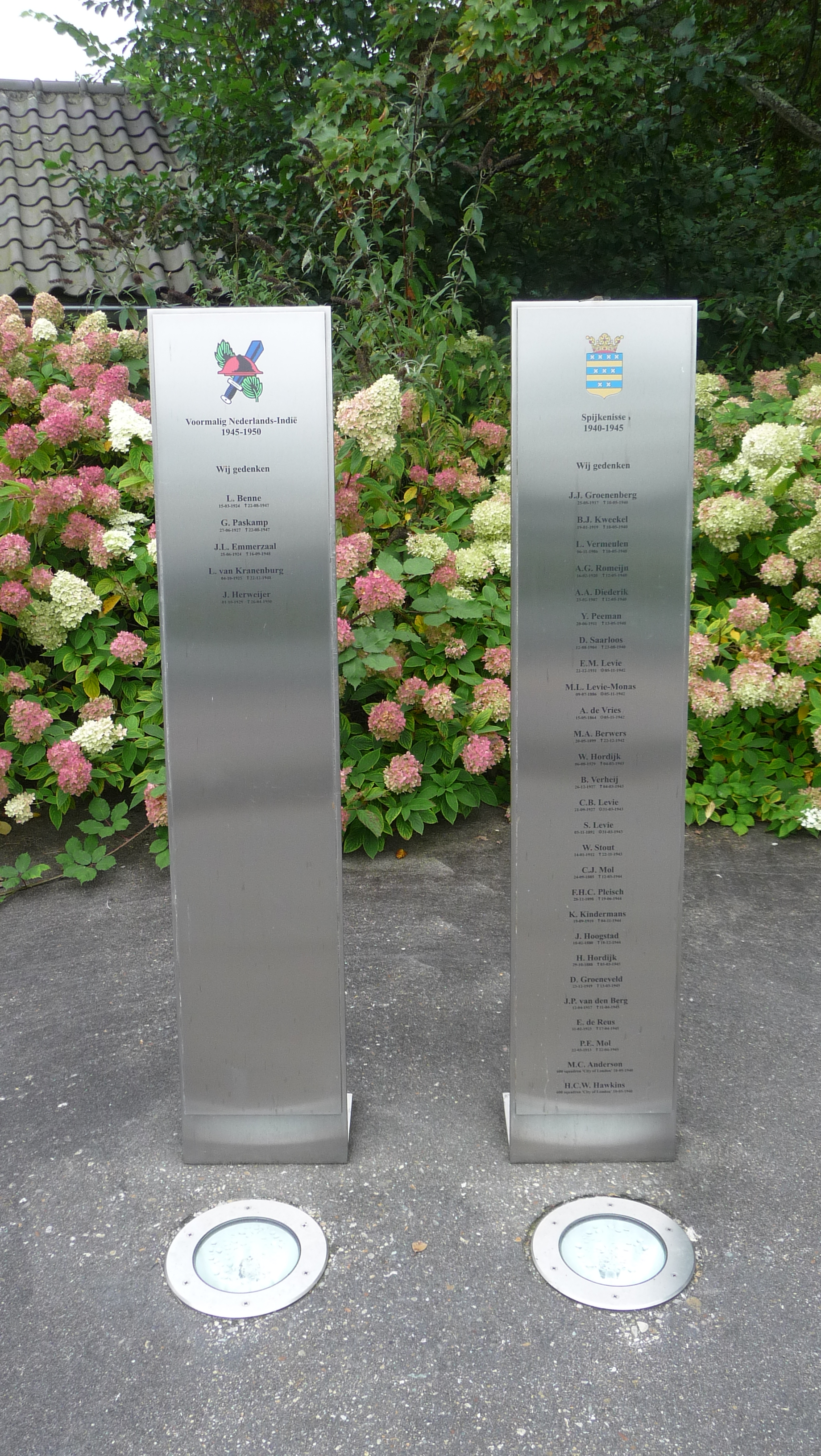
Namen gevallenen Spijkenisse en Hekelingen

| Naam overledene                                                                  | Datum overlijden | Plaats overlijden |
| -------------------------------------------------------------------------------- | ---------------- | --- |
| Jan J. Groenenberg, soldaat, 22 jaar                                             | 10 mei 1940      | Katwijk aan de Maas (N-Br.) |
| Bastiaan J. Kweekel, soldaat, 21 jaar                                            | 10 mei 1940      | Dordrecht |
| Leendert Vermeulen, korporaal, 33 jaar                                           | 10 mei 1940      | 's-Gravenzande, Staalduinse Bos |
| Michael C. Anderson, piloot                                                      | 10 mei 1940      | Hoogvliet (begraven in Spijkenisse) |
| Herbert C.W. Hawkins, boordschutter                                              | 10 mei 1940      | Hoogvliet (begraven in Spijkenisse) |
| Arie A. Diederik, sergeant, 33 jaar                                              | 12 mei 1940      | Spijkenisse |
| Anton G. Roemijn, soldaat, 20 jaar                                               | 13 mei 1940      | Hellevoetsluis (gewond geraakt in Spijkenisse) |
| Ysbrand Peemen, soldaat, 28 jaar                                                 | 13 mei 1940      | Willemstad |
| Dirk Saarloos, 36 jaar                                                           | 23 augustus 1940 | Rotterdam |
| Elly M. Levie, 10 jaar                                                           | 5 november 1942  | Oswiecim (Auschwitz, Polen) Shoah |
| Mimi L. Levie-Monas, 56 jaar                                                     | 5 november 1942  | Oswiecim (Auschwitz, Polen) Shoah |
| Adriana de Vries, 78 jaar                                                        | 5 november 1942  | Oswiecim (Auschwitz, Polen) Shoah |
| Maarten A. Berwers, 43 jaar                                                      | 22 december 1942 | Heenvliet |
| Wouter Hordijk, leerling, 13 jaar                                                | 4 maart 1943     | Ambachtschool Brielle (vergissingsbombardement) |
| Bastiaan Verheij, leerling, 13 jaar                                              | 4 maart 1943     | Ambachtschool Brielle (vergissingsbombardement) |
| Charles B. Levie, 15 jaar                                                        | 31 maart 1943    | "in Midden-Europa", Shoah |
| Salomon Levie, slager, 50 jaar                                                   | 31 maart 1943    | "in Midden-Europa", Shoah |
| Willem Stout, bakker 31 jaar                                                     | 22 november 1943 | Berlijn-Lichtenberg (Arbeidsinzet/dwangarbeider) |
| Jan Jeremias Kreeft, NSB-opperwachtmeester, 50 jaar                              | 19 februari 1944 | Spijkenisse (doodgeschoten door het Verzet) |
| Cornelis Jan Mol, winkelier, 58 jaar                                             | 12 maart 1944    | Kamp Vught (gijzelaar) |
| Franciscus H.C. Pleisch, scheepstimmerman op koopvaardijschip SS Garoet, 45 jaar | 19 juni 1944     | Indische Oceaan, nabij Mauritius (torpedo-aanval) |
| Krijn Kinderman, betonarbeider, 34 jaar                                          | 4 november 1944  | Berlijn-Tempelhof (dwangarbeider) |
| Dirk Groeneveld, fabrieksarbeider, 25 jaar                                       | 13 maart 1945    | Concentratiekamp Neuengamme (Duitsland, bij Hamburg), hoofdkamp; daarvoor: Vught? (tot 5-9-1944) en Sachsenhausen (6-9-1944/16-10-1944). Gearresteerd als onderduiker.           |
| Jan P. van den Berg, graanhandelaar, 27 jaar                                     | 11 april 1945    | Spijkenisse (doodgeschoten toen hij zijn verloofde uit Poortugaal met een bootje ophaalde voor de begrafenis van zijn vader die als gijzelaar levend uit Vught was teruggekeerd) |
| Evert de Reus, monteur, 22 jaar                                                  | 17 april 1945    | Berlijn-Friedrichsfelde (dwangarbeider) |
| Pieter E. Mol, smid-bankwerker, 32 jaar                                          | 22 april 1945    | Concentratiekamp Kdo. Sandbostel, Neuengamme (Duitsland) |
| 19 overledenen aan tyfus                                                         | april-juni 1945  | Spijkenisse, quarantaine-inrichting Heijplaat en Zuiderziekenhuis Rotterdam |
| Maria Barendrecht, telefoniste, 21 jaar                                          | 2 november 1945  | Gröditz, Saksen (dwangarbeider?) |

## Oorlogmonumenten
In de decennia daarna werden diverse oorlogsmonumenten opgericht, als eerste het Herdenkingsmonument aan de Vredehofstraat in 1953, waar ook elk jaar op 4 mei de Dodenherdenking wordt gehouden. Daarna werden nog enkele andere monumenten opgericht, naast degene die hierboven al zijn gepresenteerd:

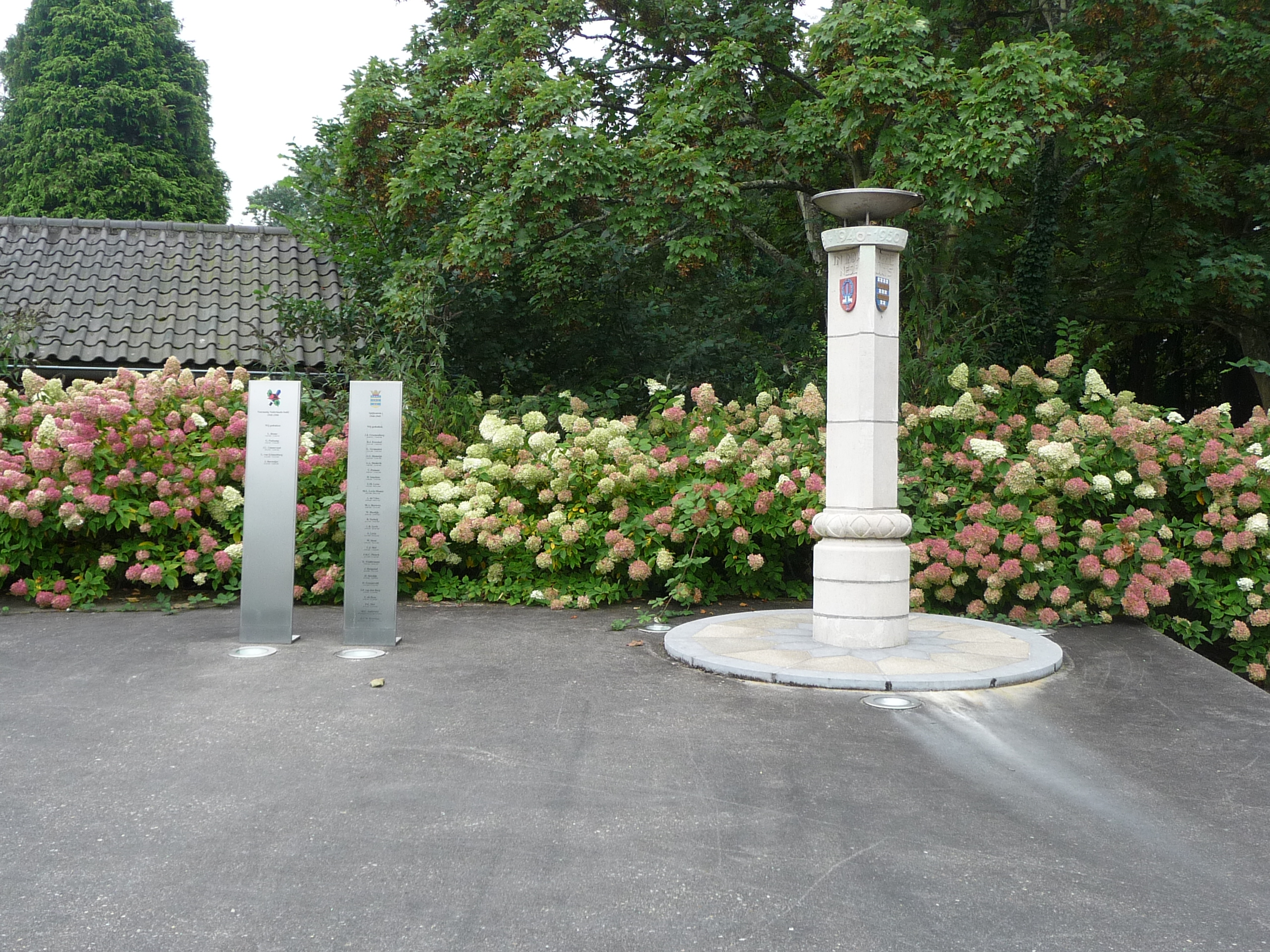
Oorlogsmonument Vredehofstraat (1953, 2000)
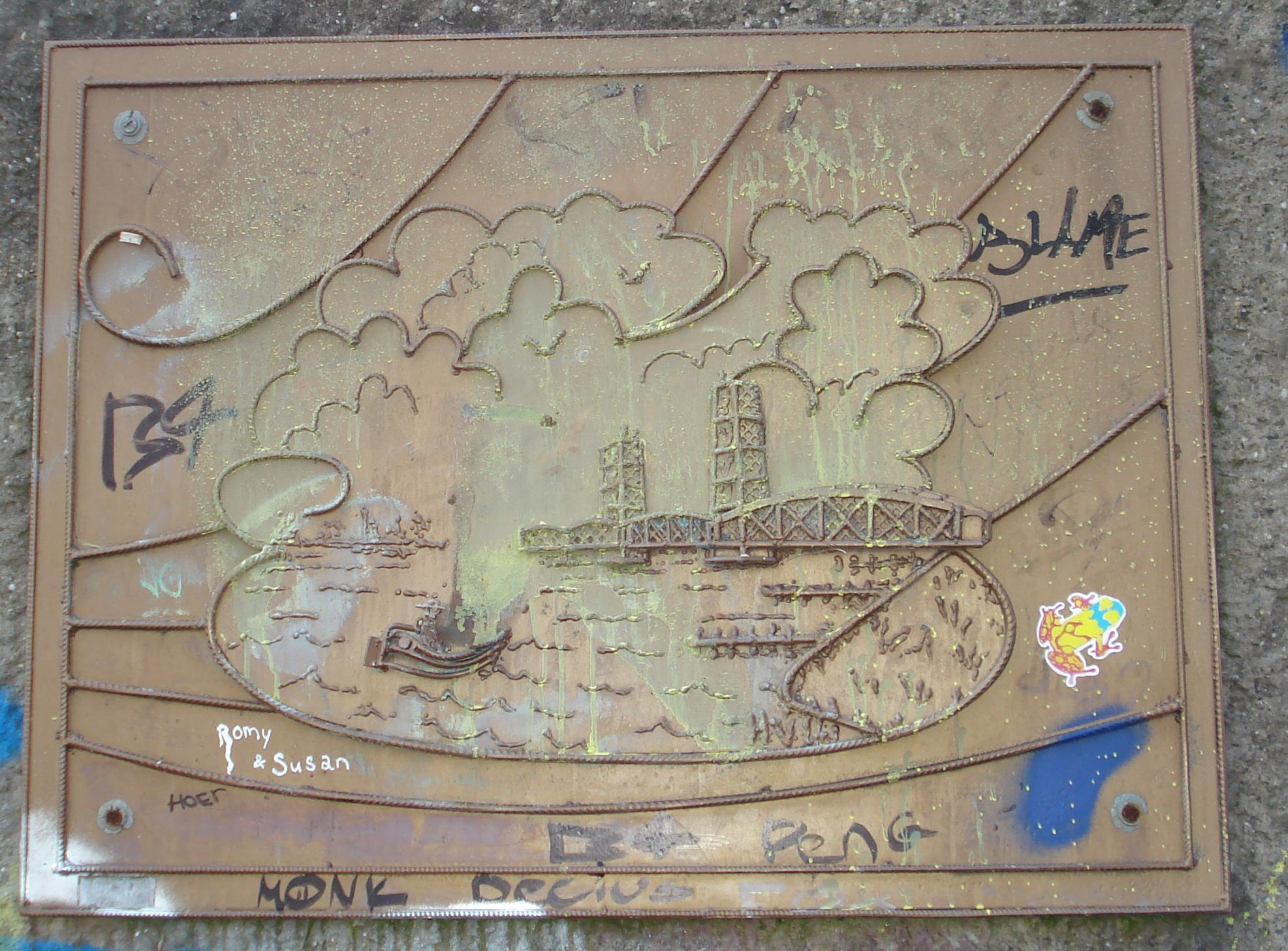
Plaquette Spijkernissebrug (1985)
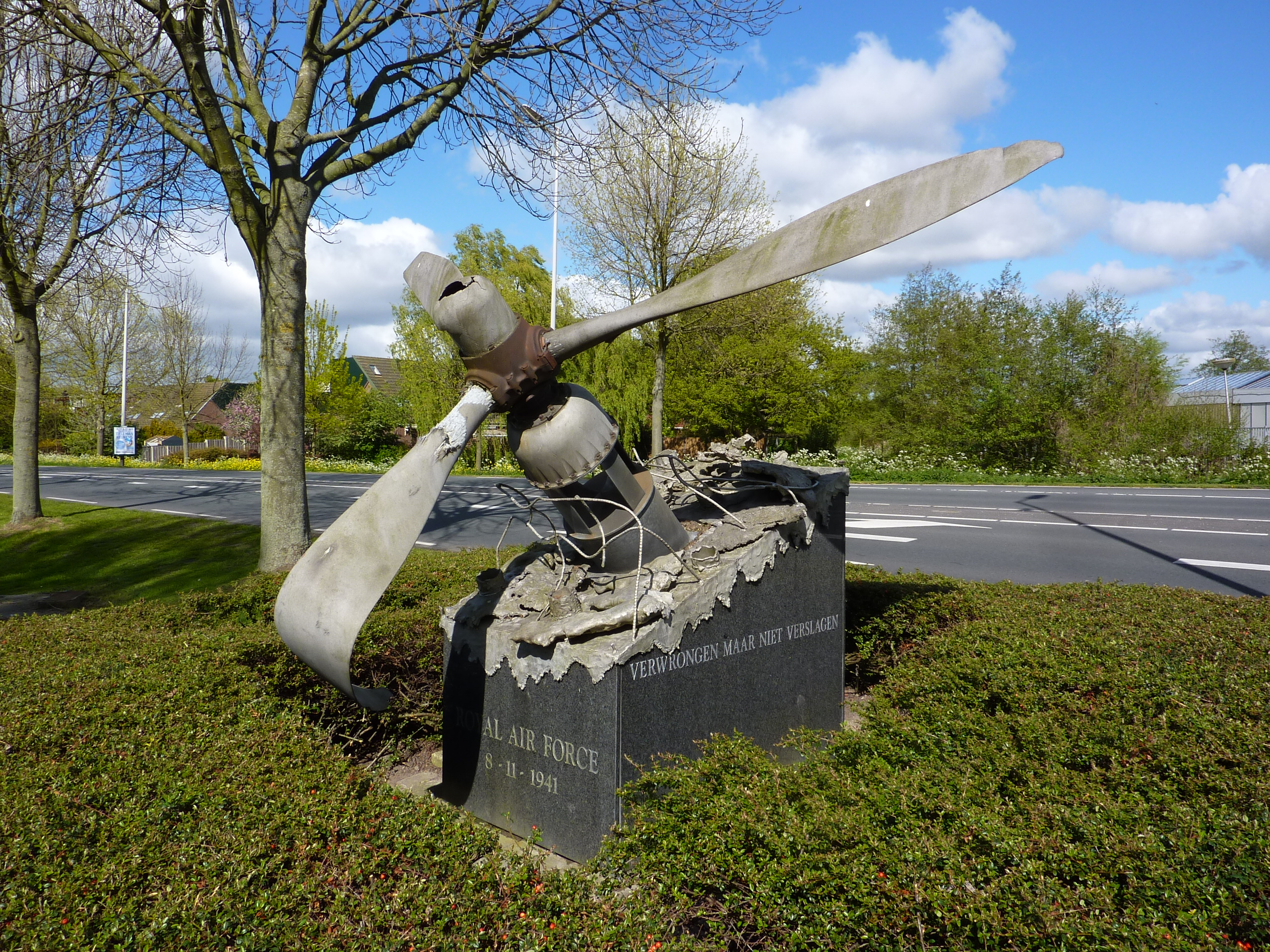
RAF-monument Hekelingseweg (1990)
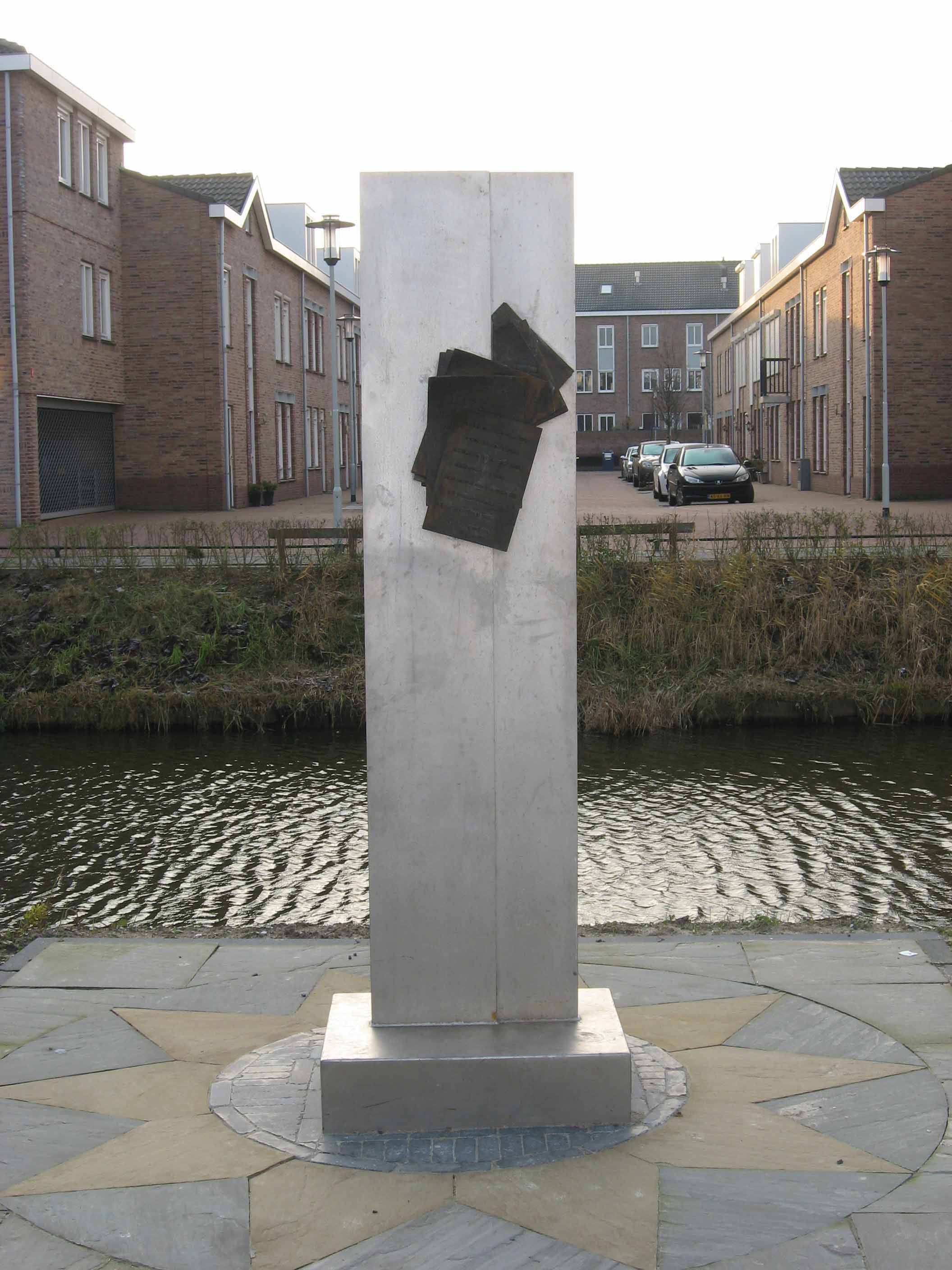
Jan Campert monument (2002)
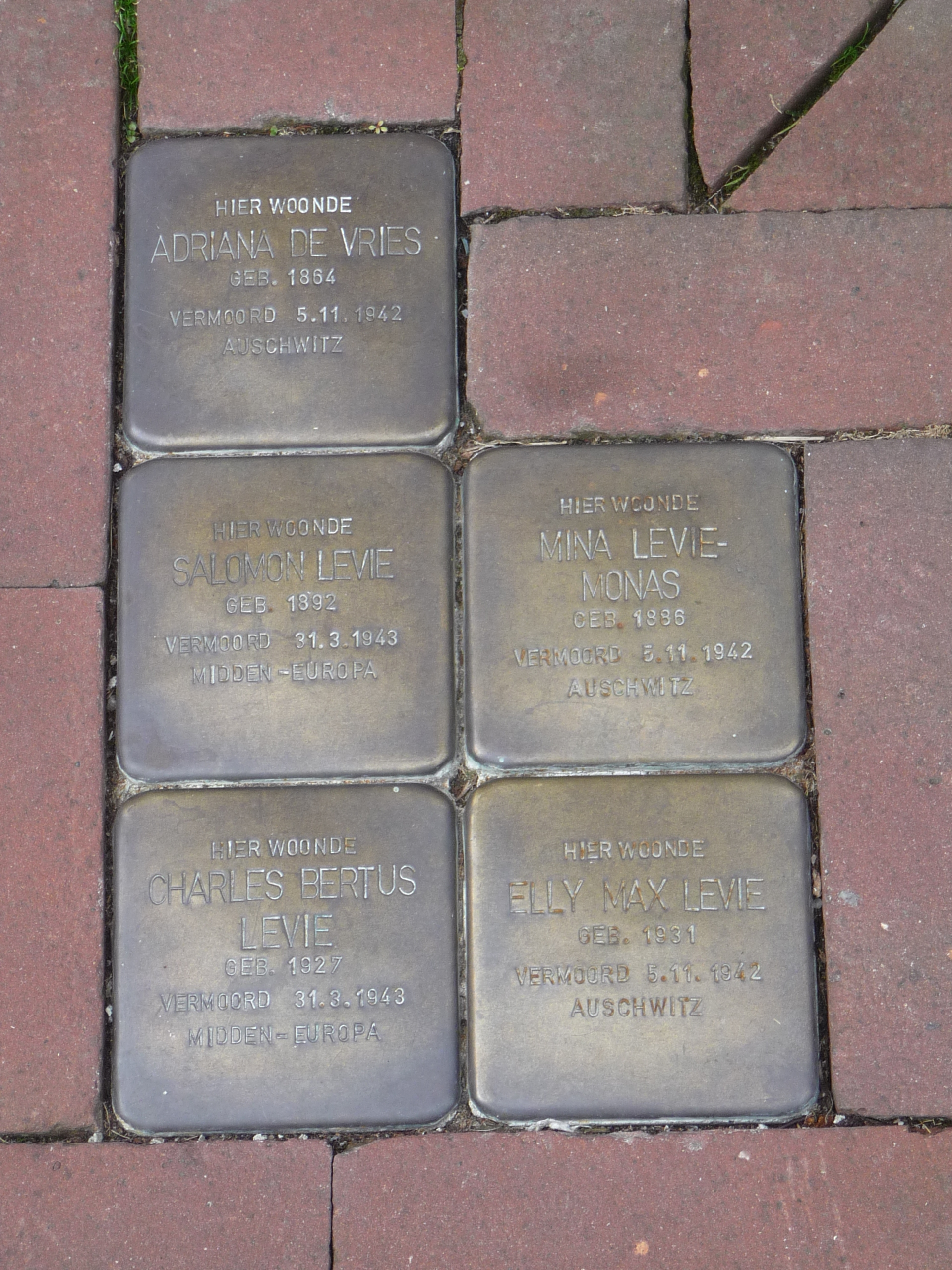
Vijf Stolpersteine voor leden van de familie Levie (2012)
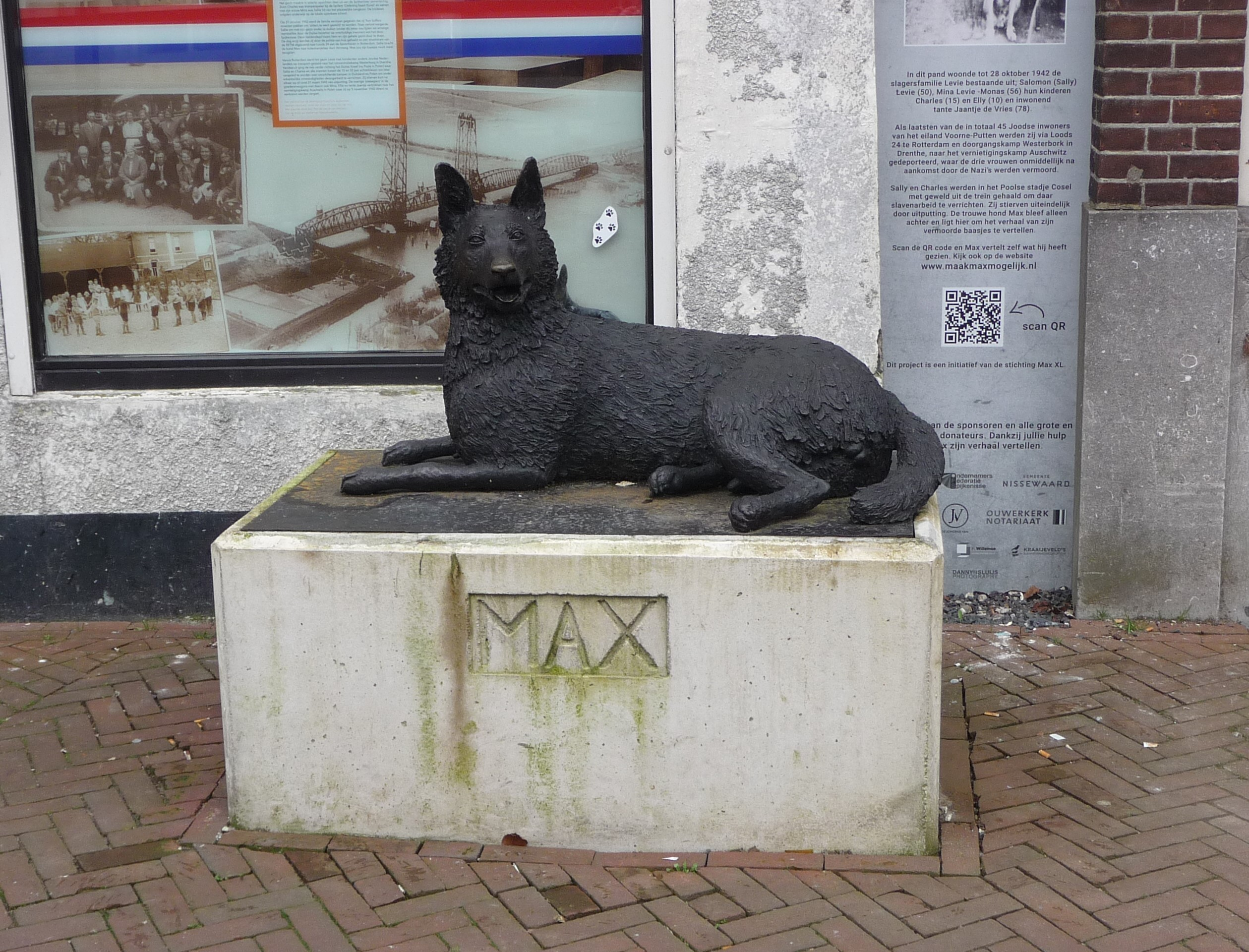
Hond Max van de familie Levie (2022)